# Далдыкан
Далдыкан — река недалеко от Норильска в Таймырском Долгано-Ненецком районе Красноярского края в России, правый приток Амбарной. Её длина составляет 29 километров, а площадь водосборного бассейна составляет 98,4 квадратных километра. Река очень извилиста и берёт начало с ледников, берег и русло сложены каменистыми отложениями.

## Экологические проблемы
Еще начиная с 1980-х годов в реке отмечались превышения ПДК по многим тяжелым металлам. Ещё до аварии в 2020 году вода не отвечала нормативным требованиям, предъявляемым к рыбохозяйственным водным объектам, имела 4-й класс качества (грязная и экстремально грязная). Завлабораторией водной экологии Института водных и экологических проблем СО РАН Владимир Кириллов и вовсе заявил, что река «уже давно стала сточной канавой для предприятий Норильска».

### Загрязнение солями железа

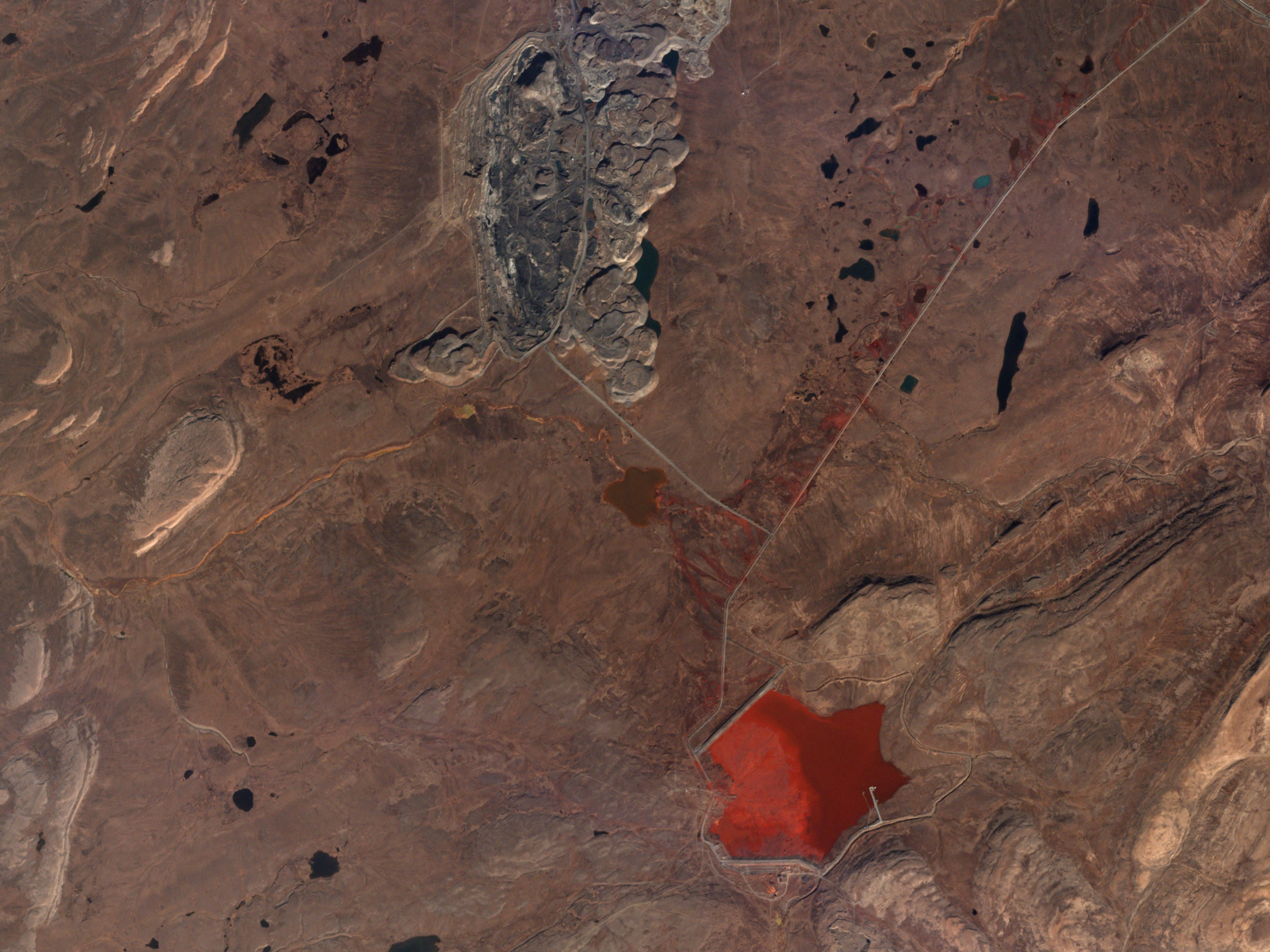
Кайерканский угольный разрез и хвостохранилище Надеждинского металлургического завода (НМЗ) — источник постоянного загрязнения реки Далдыкан

Последние восемь лет местными экоактивистами активно фиксируется периодическое окрашивание реки в ярко-красный цвет солями железа. Первый заметный выброс произошел в сентябре 2016 года — в реку попала загрязненная вода из хвостохранилища Надеждинского металлургического завода. Компания «Норникель» объяснила, что инцидент был связан с финальным этапом реконструкции хвостохранилища и хвостопровода цеха гидрометаллургии (стоимостью более 1 млрд рублей), и обещала, что «приложит максимум усилий, чтобы в дальнейшем аномальные природные явления не приводили к подобным ситуациям». Вероятно, в связи с данным происшествием, в 2017 году компания выделила 3 млн рублей на трёхлетнюю программу мониторинга состояния рек Далдыкан и Амбарная сотрудниками красноярского НИИ экологии и рыбохозяйственных водоемов. Были обнаружены личинки комара, взяты пробы зоопланктона и фитопланктона, но полные итоги данного мониторинга в сети не были опубликованы.
Несмотря на обещания компании через пять лет произошел очередной выброс, 22 июля 2021 года: в этот раз «Норникель» отрицал техногенный характер загрязнения, назвав причиной «смыв паводковыми водами береговых исторических отложений на фоне аномальной паводковой активности в этом году».
31 мая 2022 года вновь было зафиксировано загрязнение — пробы реки, взятые специалистами минэкологии Красноярского края, подтвердили техногенное происхождение загрязнения из хвостохранилища, однако представители «Норникеля» снова выступили с опровержением, что «изменения цвета воды не обнаружено, цвет естественный для пика паводкового сезона. Вода в реке мутная, местами темно бурая».

### Загрязнение дизельным топливом
29 мая 2020 года произошла крупная экологическая катастрофа: в реку с электростанции вылилось около 20 тыс. тонн дизельного топлива. Также пострадали реки Амбарная и Пясина, в которой водятся редкие ценные виды рыб: хариус, муксун, сиг-пыжьян, щука и другие. Президент России Владимир Путин объявил чрезвычайное положение.
С 4 по 11 августа 2020 года учеными из Института биофизики СО РАН, Института химической биологии и фундаментальной медицины СО РАН и Сибирского федерального университета при поддержке Проектного центра развития Арктики было проведено исследование донных отложений Норило-Пясинской речной системы, в результате которой было установлено, что разлив нефти не повлиял на состав бактерий воды и донных отложений, поскольку река подвергается хроническому техногенному воздействию уже десятилетиями и находится в бедственном положении.